# Chloroclystis hydrographica
Chloroclystis hydrographica là một loài bướm đêm trong họ Geometridae.